# Giriharjo (Puhpelem)
Giriharjo is een bestuurslaag in het regentschap Wonogiri van de provincie Midden-Java, Indonesië. Giriharjo telt 2646 inwoners (volkstelling 2010).